# Pecixe
Pecixe é uma ilha costeira que faz parte do arquipélago de Bissau, pertencente à região do Cacheu, sector de Caió, na Guiné-Bissau.Tem uma área de 168 km2,  20,6 km de comprimento máximo e 12,8 km de largura máxima. Em 2014 contava com 6.500 habitantes, dos 1436 eram crianças. A principal localidade é a vila e secção de Injante, havendo também as localidades de Cassagá e Bieu.
A linguagem falada na ilha é o manjaca, uma das línguas da Guiné-Bissau, contando actualmente com cerca de 72.000 falantes.

## História
Por volta de 1963 Cassaca foi libertada do domínio português. O primeiro congresso do partido do Partido Africano para a Independência da Guiné e Cabo Verde (PAIGC) teve lugar em Fevereiro de 1964. Anos mais tarde, a ilha voltou ao domínio português, até ser novamente libertada nos inícios de 1974, antes da independência da Guiné-Bissau, ocorrida mais tarde naquele ano.
Em 2009 naufragou um barco em viagem para esta ilha, ceifando a vida a mais de 80 pessoas.

## Geografia
Situa-se a oeste da ilha de Jeta, estando separada do continente pelos canais de Cajegute e Mantambua (norte), de Santa Catarina (leste) e Gebá-Caió (sul), numa extensão de cerca de três quilómetros. Nos finais da Idade do Gelo, a ilha ainda formava parte do continente.
Encontra-se a cinquenta quilómetros a oeste da capital do país, Bissau, situando-se a oeste da foz do rio Mansoa. Nas proximidades encontram-se a Ilha de Mantambua e o seu canal, localizado a nordeste, três promontórios a sul e alguns pequenos ilhéus. Outras cidades incluem Bieu e Injante. A oeste desta última existe um farol.
O acesso faz-se por piroga a partir do continente, levando a viagem cerca de vinte minutos. O ponto de passagem atinge-se através de uma picada, somente transitável na época seca, encontrando-se a cerca de uma hora da estrada alcatroada mais próxima.

## Natureza
A vegetação natural da ilha, tal como o restante litoral da Guiné-Bissau compõe-se de mangais e floresta pantanosa. Tem clima tropical, com ocorrência de fortes chuvas nos meses de Verão. Nas últimas décadas ocorreu algum desmatamento, sobretudo para uso agrícola, em grande parte dentro de áreas construídas e no interior de alguns pântanos, mas muitas áreas, continuam sendo de floresta e usadas numa economia silvícola.

## Demografia

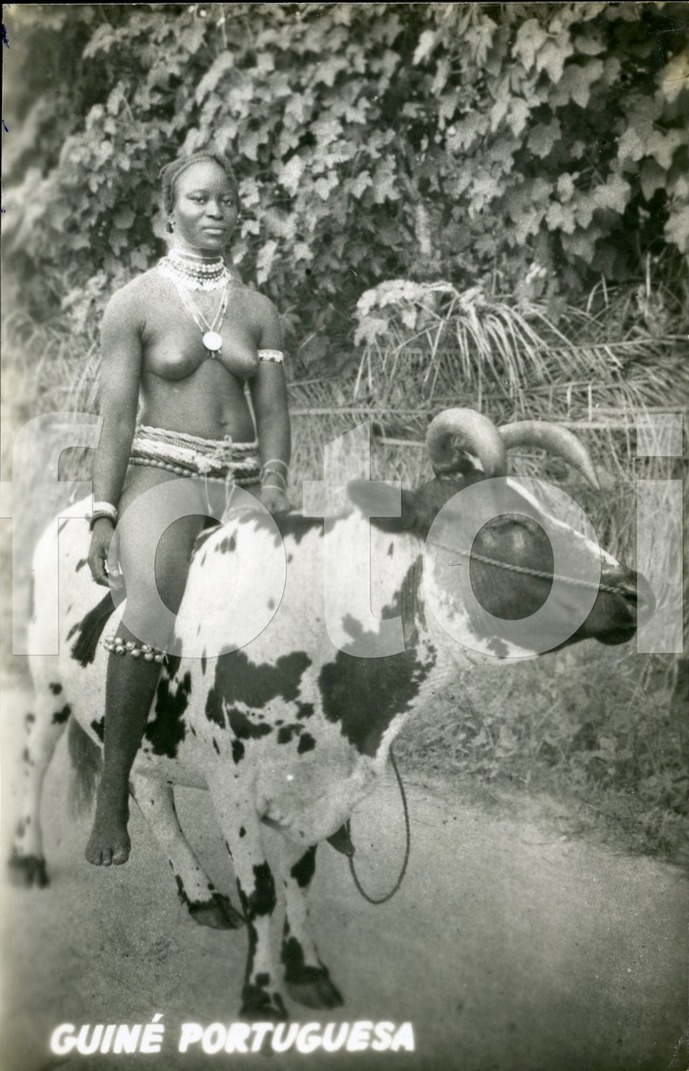
Vaqueira manjaca na ilha de Pecixe

A população é essencialmente jovem, como no resto do país, contando 1436 crianças entre os seus 6500 habitantes. Existem na ilha escolas de ensino básico, embora em precárias condições.
A etnia predominante são os manjacos, importante componente da elite guineense. A autoridade tradicional é o régulo, que assume também o papel de comunicador e intérprete do Irã, um espírito dinâmico que funciona como intermediário entre os homens e Deus.

## Economia
Em tempos a ilha foi um dos celeiros da Guiné, com abundância de arroz, mas actualmente as suas bolanhas definham com a entrada de água salgada, sendo a produção meramente de subsistência.
A ilha tem atraído a atenção de várias ONGs e estruturas internacionais com projectos para reverter o quadro de isolamento e pobreza da ilha. Em 2014 estavam em preparação meios para equipar a ilha com uma rampa que permitirá a atracagem de barcos até 25 toneladas, e a recuperação das bolanhas para a retoma do cultivo do arroz. Investia-se também no apoio directo aos jovens, através da criação de uma biblioteca infantil pela ONGD portuguesa "Afectos com Letras" em parceria com as Associações "Pilil Alil" e "Building for Humanity".